# Video s Ježíšem
Video s Ježíšem (originální název Das Jesus Video) je román napsaný německým spisovatelem Andreasem Eschbachem. Tento thriller se žánrem blíží science fiction (sci-fi) nebo fantasy. Kniha byla poprvé vydána roku 1997 pod názvem Jesus Video. V roce 2002 byl na jejím základě natočen film Das Jesus Video, v českém vydání pod názvem Záhada vyvoleného.
Kniha získala ocenění jako nejlepší sci-fi román roku 1998.[zdroj?]